# Celsiushuset

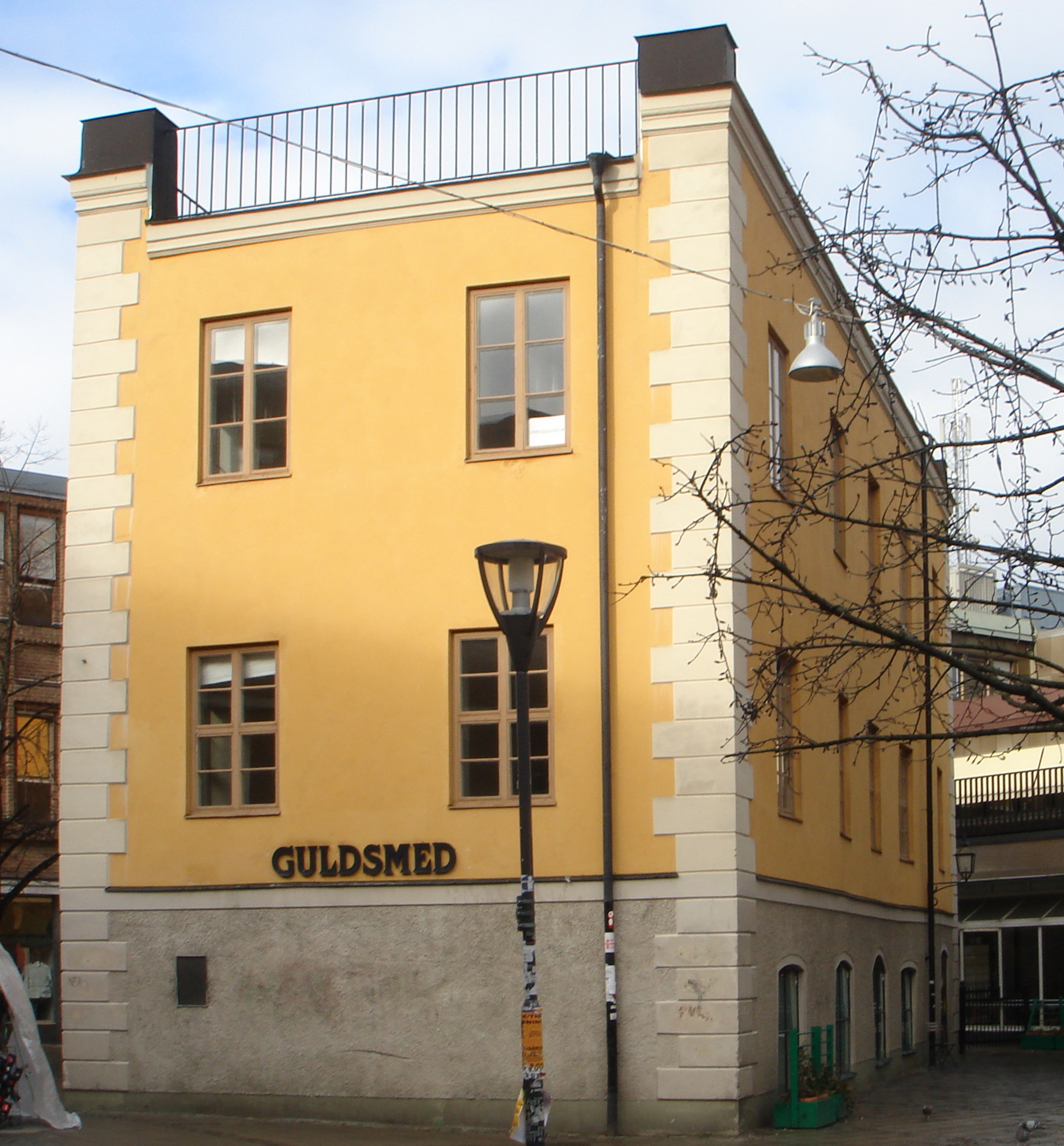
Celsiushuset 2007.

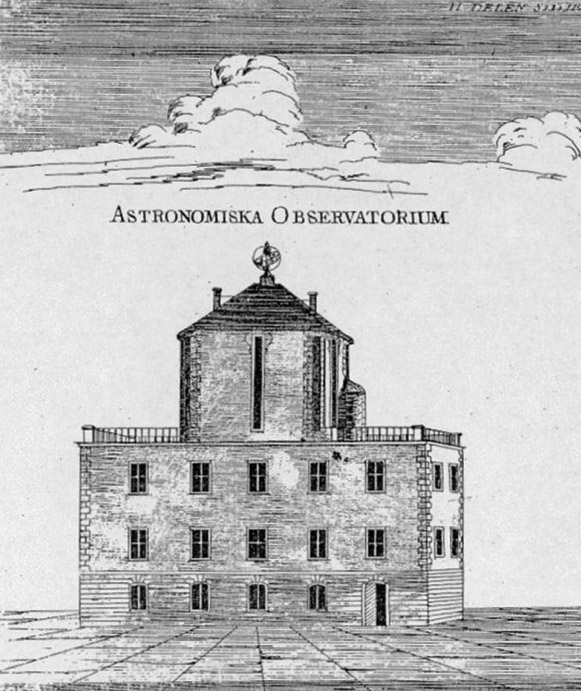
Celsiushuset 1769. Gravyr av Fredrik Akrel i Johan Bussers Utkast till beskrifning om Upsala.

Celsiushuset är en byggnad på Svartbäcksgatan 7–11 i Uppsala. Byggnaden är ett medeltida hus, som följer den medeltida gatuplanen, och ombyggdes år 1738–1741 till Uppsala astronomiska observatorium. Idag är huset ett affärshus, i direkt anslutning till köpcentrumet S:t Per-gallerian. Huset ägs och förvaltas av Uppsala Akademiförvaltning.

## Historia
Huset var ursprungligen en själagård, vilket under medeltiden var ett hem för fattiga gamla och sjuka som finansierades genom donationer, så kallade "själagåvor", och låg då i direkt anslutning till S:t Pers kyrka. Själagårdarna försvann i Sverige gradvis under 1500-talet efter  
reformationen.

### Celsiusobservatoriet
Det blev astronomen Anders Celsius, som 1738 upprättade det första egentliga universitetsobservatoriet i Sverige i en för ändamålet inköpt gård vid dåvarande Ödeshögsgatan intill den Spoleska tomten, och observatoriet stod färdigt 1741.
Celsius hade under åren dessförinnan haft ett uthus med ett observatorium i sin egen trädgård, med hans egna ord, "en liten träkoija". Kostnaden för inköpet av tomten och observatoriebyggnaden, efter Carl Hårlemans ritningar, uppgick till nära 20 000 daler kopparmynt. Dessutom inköptes det instrument till observatoriet för över 11 000 daler vilket var betydliga belopp för dåtida förhållanden, allt bekostades av universitetets egna medel. För instrumentköpen fick bibliotekskassan släppa till över 3 100 daler. Även under Celsius företrädare Eric Burman, liksom också senare, blev instrument enligt konstitutionernas föreskrift inköpta av biblioteket, dåtidens universitetsmuseum. Celsius egen inte obetydliga instrumentsamling liksom hans bibliotek donerades senare till observatoriet av hans svåger Olof Hjorter. 
Vid slutet av 1700-talet var huset förfallet och kringbyggt av andra hus vilket gjorde det olämpligt som observatorium. Under åren 1844–1853 uppfördes nya byggnader för observatoriet i Observatorieparken. Man lämnade Celsiushuset sommaren 1853 och huset såldes följande år. Observationstornet, med en himmelsglob överst som prydnad, revs år 1857.

### Senare verksamhet
I bottenvåningen flyttade 1854 apoteket Kronan in, och mellan åren 1855 och 1865 verkade Södermanlands-Nerikes nation i de övre våningarna. Studenterna kallade huset "Oratio obliqua", på grund av dess sneda läge i förhållande till Svartbäcksgatan. Nationen hyrde också ut en del av sina lokaler till Orphei Drängar, som åren 1855 till 1857 repeterade där.
Gästrike-Hälsinge nation tog sedan över 1865 och stannade i huset fram till 1877. Därefter användes de övre lokalerna ibland som bostäder eller stod tomma. Under 1900-talet hade några av Uppsalas idrottsföreningar sina lokaler där i olika perioder, t.ex. idrottsföreningen IK Sirius några år på 1920-talet, och från slutet av 1930-talet fram till 1968 idrottsföreningen Vesta. Åren 1915–1920 hyrde pingstvännerna sin möteslokal på tredje våningen, och där bildades Filadelfiaförsamlingen i Uppsala 21 september 1916.

### Efter renoveringen
Celsiushuset helrenoverades i samband med rivningarna i kvarteret S:t Per i slutet av 1960-talet, och byggandet av den nya S:t Per-gallerian. År 1971 återköptes huset av Uppsala universitet och i de övre våningarna flyttade olika universitetsavdelningar in, bland annat Institutet för jämförande rättsvetenskap och Avdelningen för öststatsforskning. Samma år flyttade också hovjuvelerare Markström in i de förutvarande apotekslokalerna i bottenvåningen.